# Rajdavitsa
Rajdavitsa, en bulgare Раждавица, est un village de Bulgarie situé dans l'obchtina de Kyoustendil et dans l'oblast de Kyoustendil.
Rajdavitsa est située sur les bords de la Dragovištica, un affluent droit de la Strouma.